# Alexei Grishin
Alexei Grishin, né le 18 juin 1979 à Minsk, est un skieur acrobatique biélorusse spécialisé dans les épreuves de saut acrobatique. 
Au cours de sa carrière, il a disputé à cinq reprises les Jeux olympiques d'hiver où il y a remporté une médaille d'or aux JO de 2010, devenant le premier biélorusse à obtenir cette récompense aux Jeux d'hiver et une médaille de bronze aux JO de 2002, de plus il a participé à sept Championnats du monde où il y a remporté une médaille de chaque métal : l'or en 2001, l'argent en 2003 et le bronze en 2005 à Ruka, enfin en coupe du monde il est monté à vingt-quatre reprises sur un podium dont sept victoires.

## Palmarès

### Jeux olympiques d'hiver
| Édition/Discipline | Saut acrobatique |
| JO 1998            | 8e               |
| JO 2002            | Bronze           |
| JO 2006            | 4e               |
| JO 2010            | Or               |
| JO 2014            | 15e              |

### Championnats du monde
| Édition/Discipline | Saut acrobatique |
| Mondiaux 1999      | 26e              |
| Mondiaux 2001      | Or               |
| Mondiaux 2003      | Argent           |
| Mondiaux 2005      | Bronze           |
| Mondiaux 2007      | 15e              |
| Mondiaux 2009      | 16e              |
| Mondiaux 2013      | 13e              |

### Coupe du monde
- Meilleur classement général : 3e en 2000.
- Meilleur classement en saut acrobatique : 2e en 2000 et 2002.
- 24 podiums dont 7 victoires en saut acrobatique.